# 中濑卓也
中濑卓也（日语：／ Nakase Takuya，1982年11月19日—），日本男子竞技体操运动员。他曾获得2008年夏季奥运会体操比赛男子团体全能银牌。他也在2010年亚洲运动会上获得男子团体全能银牌。